# Hutubi
Hutubi otra transcripción es Kutubi (en mongol: Қутубиқ, romanizado: Kutubi, lit. 'auspicioso'; en chino, 呼图壁; pinyin, Hūtúbì) es un condado bajo la administración directa de la Prefectura Changji en la Región autónoma de Sinkiang, República Popular China.  Su área es de 9517 km² y su población total para 2010 superó los 210 mil habitantes.

## Administración
Desde marzo de 2023, el condado Hutubi se divide en 7 pueblos que se administran en 6 poblados y 1 villa étnica.

## Nombre e historia
Hutubi lleva el nombre mongol del "río Hutubi" (呼图壁河). Hutubi, como nombre de ciudad, tiene una historia de 222 años desde el establecimiento de la inspección Hutubi durante la dinastía Qing (1763), a la par su nombre chino era Jinghua (en chino, 景化; pinyin, Jǐng-huà; literalmente, ‘paisaje que se transforma’). Originalmente la transliteración al chino de Hutubi era Hutu'k-bai (胡图克拜) al igual que el río, pero en 1954 los sinohablantes abandonaron el nombre chino Jinghua  simplificaron la transliteración original y oficializaron el nombre como Hutubi.